# Империя Шунь
Империя Шунь (кит. трад. 順朝, упр. 顺朝, пиньинь Shùn cháo, палл. шунь чао) — период в истории Китая, когда он находился под властью династии, основанной в 1644 году в Сиане одним из предводителей крестьянской войны Ли Цзычэном.

## Предыстория
В начале XVII века империя Мин вошла в состояние застоя (царствие Ваньли). Рост населения и дефицит продовольствия привели к массовому голоду. Среди крестьян часто возникали волнения, перераставшие в бунты. В конце концов, в 1628 году в империи началась крестьянская война. Поначалу у восставших не было единого плана действий и руководителя. Война велась разобщёнными группировками на территории всей империи. В 1631 году в качестве вождя выдвинулся Ван Цзыюн, а по его смерти в 1633 году —  Гао Инсян, принявший титул «Чуанский князь». Через три года, порвав связи с другим лидером восставших Чжаном Сяньчжуном, Инсян повёл войска в провинцию Шэньси, где после нескольких поражений был пленён. Его сменил Ли Цзычэн, одержавший ряд побед. В 1638 году восстание пошло на спад. Несколько вождей согласились на капитуляцию. Ли Цзычэн, поддерживая авторитет среди населения, собрал большое войско и провёл несколько победоносных битв в 1641 году в провинциях Хубэй и Хэнань. В 1643 он захватил город Сиань в провинции Шэньси и, переименовав его в Чанъань, сделал своей столицей. В первый день нового года по китайскому календарю, 8 февраля 1644 года, Ли провозгласил себя князем государства Шунь. 25 апреля 1644 года армия Ли Цзычена после двухдневной осады захватила Пекин, который был объявлен столицей империи Шунь. Тем временем Чжан Сяньчжун, захватив Сычуань, основал собственное Великое Западное Государство. На юге Китая оставались силы сопротивления, именовавшие себя Империей Южной Мин.

## Маньчжурское завоевание Китая и падение Шунь
В 1616 году вождь чжурчжэней Нурхаци основал государство Поздняя Цзинь, которая в течение нескольких лет захватила крупные территории к северу от Минской империи. С 1636 года она стала именоваться империей Цин, а её население — маньчжурами. К 1644 году Цин завоевала значительную часть северного Китая. Когда Ли Цзычэн, желая укрепить свою власть, пошатнувшуюся от восстаний сторонников Мин, решил уничтожить армию минского генерала У Саньгуя, тот попросил помощи у маньчжурского полководца Доргоня. Битва произошла 28 мая у форта Шаньхайгуань. У Саньгуй открыл ворота форта 60-тысячной армии маньчжуров, которая разгромила армию Ли. Сам он бежал в Пекин, но понимая, что не выдержит осады, покинул его 1 июня. До середины 1645 года немногочисленное войско Ли Цзычэна, преследуемое маньчжурами, отступало на юг. Летом 1645 года полководец погиб, вероятно, в стычке с местными жителями за пищу.

## Известные люди
- Ню Цзиньсин (牛金星), чэнсян
- Гу Цзюньэнь (顧君恩)
- Ли Ян (李岩)
- Сун Сянсе (宋獻策)
- Лю Чжунмин (劉宗敏), генерал
- Юань Чжунди (袁宗第)
- Тянь Цзяньсю (田見秀)
- Хао Яоци (郝搖旗), генерал
- Ли Го (李過), генерал
- Гао Цзе (高傑), генерал